# Pseudosmittia arenaria
Pseudosmittia arenaria är en tvåvingeart som beskrevs av Karl Strenzke 1960. Pseudosmittia arenaria ingår i släktet Pseudosmittia och familjen fjädermyggor. Inga underarter finns listade i Catalogue of Life.